# Lot orłów
Lot orłów (ang. Flight of Eagles) – powieść sensacyjna Jacka Higginsa z 1998 roku, w Polsce wydana w roku 1999; światowy bestseller. Opowiada o losach niezwykłych braci bliźniaków, których II wojna światowa zmusiła do walki przeciwko sobie.
Bracia bliźniacy – Max von Halder (później baron von Halder, pseudonim „Czarny Baron”) z Berlina i Harry Kelso z Bostonu, zostali rozdzieleni w wyniku umowy pomiędzy ich matką, niemiecką baronową, i dziadkiem, amerykańskim milionerem i senatorem, którą zawarli po śmierci ojca chłopców. Obaj bracia, wyborowi piloci, podczas II wojny światowej biorą udział w bitwie o Anglię nad kanałem La Manche: jeden w mundurze RAF-u, drugi – Luftwaffe. Konfrontacja między nimi jest nieunikniona – muszą stoczyć między sobą dramatyczną walkę. Dzięki tajemniczej więzi łączącej braci, walka ta pewien sposób odwraca bieg wojny. Ich historia jako jedna z najbardziej bulwersujących tajemnic z czasów II wojny światowej, dopiero po latach może być ujawniona.
Powieść jest jakoby oparta na faktach.